# فيليبي ألفيس دي سوزا
فيليبي ألفيس دي سوزا (بالبرتغالية: Felipe Alves de Souza‏) (25 مارس 1982 بريو دي جانيرو في البرازيل - ) هو لاعب كرة قدم برازيلي في مركز الوسط. لعب مع بيرسخوت إيه سي ونادي أفاي لكرة القدم ونادي استقلال طهران ونادي بارانا ونادي ذوب آهن أصفهان ونادي فاسكو دا غاما ونادي ملوان ونادي ماكاي ونادي مادوريرا وAssociação Desportiva Atlética do Paraná ‏ وResende FC ‏.

## وصلات خارجية
- فيليبي ألفيس دي سوزا على موقع قاعدة بيانات كرة القدم.إي يو (الإنجليزية)
- فيليبي ألفيس دي سوزا على موقع Soccerway.com (الإنجليزية)